# Imed Daïmi
Imed Daïmi (arabe : عماد الدايمي), originaire de Médenine, est un homme politique tunisien, secrétaire général du Congrès pour la République de mars 2013 à janvier 2017.
Brièvement membre de l'assemblée constituante, il est ensuite élu à l'Assemblée des représentants du peuple.

## Biographie
Il poursuit des études universitaires à la faculté des sciences de Tunis. Impliqué dans le militantisme étudiant au sein de l'Union générale des étudiants de Tunisie, il est arrêté en juin 1991 et passe cinq mois en prison. Libéré, il quitte le pays le 16 novembre via la Libye pour poursuivre la résistance au régime de Zine el-Abidine Ben Ali à l'étranger.
Il essaye de se fondre dans la société mauritanienne et se concentre sur ses études, avec quelques escapades au Sénégal. Il réussit à obtenir deux maîtrises, la première en sciences économiques et la seconde en histoire. Après ses études, il contribue activement, à partir de la Mauritanie, à la dénonciation de la dictature de Ben Ali, avant de débarquer en 1996 à Paris, où il demande l'asile politique, qu'il obtient au bout d'une année.
Il s'inscrit au DEA (économie du développement) puis commence ses recherches pour une thèse de doctorat avec pour sujet l'analyse économique de la corruption. Il finit par abandonner l'économie pour se reconvertir dans les nouvelles technologies de l'information et de la communication et devient spécialiste en systèmes d'information ; il est recruté en 2007 par un groupe international en tant qu'expert en système Oracle Applications.
Il s'engage, dès son arrivée en France, dans les mouvements de défense des demandeurs d'asile et au sein de l'opposition tunisienne. Il figure parmi les cinq Tunisiens en France à fonder, autour de Moncef Marzouki, le Congrès pour la République (CPR) en 2001.
Il est élu le 23 octobre 2011 à l'assemblée constituante en tant que représentant de la circonscription France 1, avant d'être remplacé par Béchir Nefzi lorsqu'il accède à la direction du cabinet présidentiel.
À la suite de la démission de Mohamed Abbou en tant que secrétaire général du CPR, il est désigné pour le remplacer le 31 mars 2013 et quitte le cabinet présidentiel. Il est élu à l'Assemblée des représentants du peuple lors des élections du 26 octobre 2014 comme représentant de la circonscription de Médenine. Le 20 décembre 2015, il devient vice-président du Hizb el-Harak.
Le 30 août 2024, le Tribunal administratif accepte sa candidature à l’élection présidentielle d'octobre.
Il est marié et père de trois enfants.